# Серверна ферма

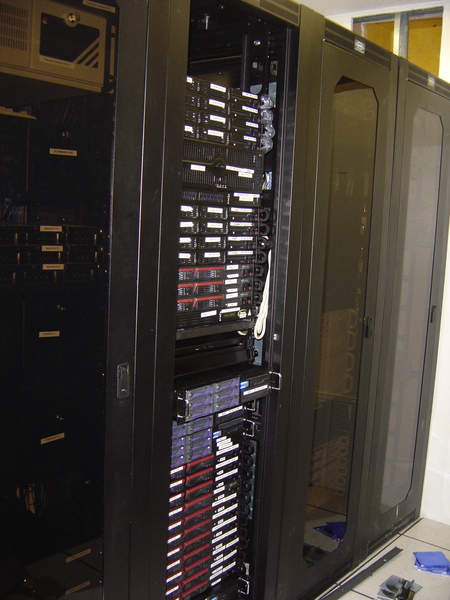
Стійка в серверній фермі

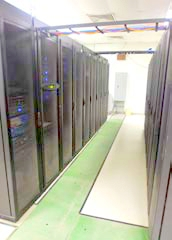
Ця серверна ферма підтримує різноманітні комп’ютерні мережі Joint Task Force Guantanamo

Серверна ферма — це асоціація серверів, з'єднаних мережею передачі даних, що працює як єдине ціле. 
Один з видів серверної ферми визначає метакомп’ютерна обробка. У всіх випадках розглянута ферма забезпечує  розподілену обробку даних. Вона здійснюється в розподіленому середовищі обробки даних.
Серверна ферма є ядром великого центру обробки даних.